# Grdak
Grdak falu Horvátországban Kapronca-Kőrös megyében. Közigazgatásilag Sokolovachoz tartozik.

## Fekvése
Kaproncától 12 km-re délnyugatra, községközpontjától 2 km-re északnyugatra a Kemléki-hegység keleti nyúlványain fekszik.

## Története
1880-ban 201, 1910-ben 480 lakosa volt. Trianonig Belovár-Kőrös vármegye Kaproncai járásához tartozott. 2001-ben a falunak 566 lakosa volt.

## Külső hivatkozások
Sokolovac község hivatalos oldala